# Caecidotea barri
Caecidotea barri é uma espécie de crustáceo da família Asellidae.
É endémica dos Estados Unidos da América.